# Senjutsu
Senjutsu (яп. 戦術, примерный перевод — «Стратегия и тактика») — семнадцатый студийный альбом британской хеви-метал-группы Iron Maiden, выпущенный 3 сентября 2021 года. Как и предыдущий альбом, The Book of Souls, это двойной альбом группы.

## История создания
По словам вокалиста Брюса Дикинсона, альбом был записан ещё в начале 2019 года, в перерыве тура Legacy of the Beast World Tour, после чего последовала долгая подготовка к выходу, на что также повлияла пандемия COVID-19. Как и предыдущий альбом группы, Senjutsu был записан в парижской студии Guillaume Tell Studio под руководством продюсера Кевина Ширли, для которого это уже шестая совместная работа с Iron Maiden.
15 июля 2021 года было выпущено анимационное видео на первый сингл «The Writing on the Wall». Автором концепции для видеоклипа выступил Брюс Дикинсон, а видеоряд создала британская студия BlinkInk с участием двух бывших руководителей Pixar — Марка Эндрюса и Эндрю Гордона. Выходу клипа предшествовала рекламная кампания, в течение которой группа выкладывала намёки на грядущий релиз. Так, в апреле 2021 года коллектив анонсировал европейский тур Legacy Of The Beast, на постере которого можно заметить надпись «WOTW». 28 июня Дикинсон дал интервью британскому каналу Sky News, во время которого вокалист был одет в футболку с надписью «Belshazzar’s feast» (с англ. — «Пир Валтасара»), который также известен, как «история надписи на стене» (англ. the story of the writing on the wall). Помимо этого, позади музыканта висел плакат с надписью «IM XVII», что намекает на семнадцатый релиз группы. В течение недели, предшествующей выходу первого сингла, Iron Maiden загрузили обложки всех своих предыдущих альбомов с небольшими изменениями — на персонажах можно было увидеть футболки с надписью вышеупомянутого «Пира Валтасара», а на обложках The Final Frontier и The Book of Souls появились японские символы, обозначающие слово «смерть».
19 июля Iron Maiden официально анонсировали семнадцатый студийный альбом, Senjutsu. 19 августа вышел второй сингл с альбома, «Stratego». Senjutsu вышел 3 сентября. Альбом вошёл в американские чарты Billboard под номером 3; это наивысшая позиция для альбома группы в США. Также альбом дебютировал под номером 2 в Великобритании и под номером 1 в Австрии, Бельгии, Германии, Испании, Италии, Финляндии, Швейцарии, Швеции и Шотландии.

## Список композиций
| №  | Название                  | Автор(ы)                 | Длительность |
| -- | ------------------------- | ------------------------ | ------------ |
| 1. | «Senjutsu»                | Эдриан Смит, Стив Харрис | 8:20         |
| 2. | «Stratego»                | Яник Герс, Харрис        | 4:59         |
| 3. | «The Writing on the Wall» | Смит, Брюс Дикинсон      | 6:13         |
| 4. | «Lost in a Lost World»    | Харрис                   | 9:31         |
| 5. | «Days of Future Past»     | Смит, Дикинсон           | 4:03         |
| 6. | «The Time Machine»        | Герс, Харрис             | 7:09         |

| №                   | Название             | Автор(ы)            | Длительность |
| ------------------- | -------------------- | ------------------- | ------------ |
| 7.                  | «Darkest Hour»       | Смит, Дикинсон      | 7:20         |
| 8.                  | «Death of the Celts» | Харрис              | 10:20        |
| 9.                  | «The Parchment»      | Харрис              | 12:39        |
| 10.                 | «Hell on Earth»      | Харрис              | 11:19        |
| Общая длительность: | Общая длительность:  | Общая длительность: | 81:53        |

## Отзывы
Альбом получил всеобщее признание критиков, средняя взвешенная оценка на агрегаторе рецензий Metacritic — 83/100 по состоянию на 5 октября 2021 года.

## Участники записи
- Брюс Дикинсон — вокал
- Дэйв Мюррей — гитара
- Эдриан Смит — гитара
- Яник Герс — гитара
- Стив Харрис — бас-гитара, клавишные
- Нико МакБрэйн — ударные

## Позиции в хит-парадах
| Хит-парад (2021)                              | Высшая позиция |
| --------------------------------------------- | -------------- |
| Австралия (ARIA)                              | 3              |
| Австрия (Ö3 Austria)                          | 1              |
| Бельгия/Валлония (Ultratop)                   | 1              |
| Бельгия/Фландрия (Ultratop)                   | 1              |
| Великобритания (UK Albums Chart)              | 2              |
| Великобритания (UK Rock & Metal Albums Chart) | 1              |
| Венгрия (MAHASZ)                              | 1              |
| Германия (Offizielle Top 100)                 | 1              |
| Греция (IFPI)                                 | 2              |
| Дания (Hitlisten)                             | 5              |
| Ирландия (Irish Albums Chart)                 | 3              |
| Испания (PROMUSICAE)                          | 1              |
| Италия (Classifica album)                     | 1              |
| Канада (Canadian Albums Chart)                | 5              |
| Нидерланды (Album Top 100)                    | 2              |
| Новая Зеландия (RMNZ)                         | 19             |
| Норвегия (VG-lista)                           | 5              |
| Польша (ZPAV)                                 | 2              |
| Португалия (AFP)                              | 1              |
| Словакия (ČNS IFPI)                           | 4              |
| США (Billboard 200)                           | 3              |
| США (Billboard Top Hard Rock Albums)          | 1              |
| США (Billboard Top Rock Albums)               | 1              |
| Финляндия (Suomen virallinen lista)           | 1              |
| Франция (SNEP)                                | 2              |
| Хорватия (HDU)                                | 1              |
| Чехия (ČNS IFPI)                              | 2              |
| Швейцария (Schweizer Hitparade)               | 1              |
| Швеция (Sverigetopplistan)                    | 1              |
| Шотландия (Scottish Albums Chart)             | 1              |
| Япония (Oricon)                               | 10             |

### Комментарии
1. ↑  Другие предполагаемые значения — «мастерство», «уловка», «ресурсы», «волшебство»[18].